# Дульські (герб)
Дульські − шляхетський герб баронського титулу, різновид герба Пржегоня.

## Опис герба
Опис з використанням класичних правил blazonowania:
В червоному полі між двома золотими півмісяцями, рогами в сторони срібний меч із золотим руків'ям в стовп. Над щитом корона барона із п'яти перлами, обвита намистом перлів. Над нею шолом в короні з клейнодом: половина зеленого вогнедишного дракона в пояс, на якому герб. Намет: червоний, підбитий золотом.

## Найбільш ранні згадки
Присвоєно з галицьким титулом барона 29 жовтня 1782 Валентинові де Прегонії-Дульському. Основою титулу було виконання посади єгеря теребовлянського.

## Роди
Одна сім'я фон Праегоніїв-Дульських.